# Ортосиликат лития
Ортосиликат лития — неорганическое соединение,
соль лития и кремнёвой кислоты с формулой Li4SiO4,
бесцветные кристаллы,
не растворяется в воде.

## Получение
- Спекание карбоната лития и диоксида кремния

{\displaystyle {\mathsf {2Li_{2}CO_{3}+SiO_{2}\ {\xrightarrow {515-565^{o}C}}\ Li_{4}SiO_{4}+CO_{2}\uparrow }}}

## Физические свойства
Ортосиликат лития образует бесцветные кристаллы
моноклинной сингонии,
пространственная группа P 21/m,
параметры ячейки a = 1,1546 нм, b = 0,6090 нм, c = 1,6690 нм, β = 99,5° .
Не растворяется в холодной воде, гидролизуется в горячей.

## Применение
- Компонент шихты в производстве стёкол, керамики, ситаллов.